# Toralf Engan
Toralf Engan (Meldal, 1 oktober 1936) is een voormalig Noors schansspringer.

## Carrière
Engan won in 1962 de wereldtitel van de K70 schans. Twee jaar later tijdens de gecombineerde wereldkampioenschappen en Olympische Winterspelen van 1964 won Engan de zilveren medaille op de K70 schans en de gouden medaille van de K90 schans. Tijdens het Vierschansentoernooi van 1962/1963 won Engan de wedstrijden op de eerste drie schansen en het eindklassement.

## Belangrijkste resultaten

### Olympische Winterspelen
| Editie | Plaats    | Kleine schans     | Grote schans    |
| ------ | --------- | ----------------- | --------------- |
| 1964   | Innsbruck | Zilveren medaille | Gouden medaille |

### Wereldkampioenschappen schansspringen
| Jaar | Plaats    | Resultaten   |
| ---- | --------- | ------------ |
| 1962 | Zakopane  | K70 · 4e K90 |
| 1964 | Innsbruck | K70 · K90    |